# Fondazione anno zero
Fondazione anno zero è un romanzo di fantascienza di Isaac Asimov pubblicato postumo nel 1993. È il secondo dei due antefatti al Ciclo delle Fondazioni. Scritto all'incirca con lo stesso stile del libro originale, Fondazione, è formato da cinque parti con lunghi intervalli temporali fra loro.

## Trama
Il racconto si svolge su Trantor, e inizia otto anni dopo gli eventi raccontati nel precedente Preludio alla Fondazione. Viene mostrato come Hari Seldon sviluppò la sua teoria della psicostoria fino all'applicazione pratica negli eventi galattici. Ogni parte del libro è intitolata ad un personaggio, che esce di scena alla conclusione di essa.

### Parte Prima: Eto Demerzel
Otto anni dopo gli eventi narrati in Preludio alla Fondazione, Hari è diventato, con la protezione di Eto Demerzel (che in realtà è il robot R. Daneel Olivaw), preside della facoltà di matematica dell'università di Streeling, lavorando in segreto allo sviluppo della psicostoria con l'aiuto di Yugo Amaryl, che aveva incontrato nel precedente libro nel settore di Dahl. Dors Venabili, inizialmente incaricata di proteggerlo, è diventata sua moglie, e hanno adottato come figlio Raych, anche lui proveniente da Dahl.
Il lavoro di Hari viene disturbato dall'entrata in scena del demagogo Jo-Jo Joranum (il cui vero nome è Laskin Joranum), che cerca di prendere il posto di Eto Demerzel e forse dell'Imperatore. Joranum, come in precedenza Cleon I, venuto a conoscenza della psicostoria, cerca di portare Hari dalla propria parte; questo, nel frattempo, resosi conto del pericolo, si informa su Joranum e scopre che, nonostante dichiari di provenire dal lontano e insignificante pianeta di Nishaya, in realtà è un Rinnegato del settore di Micogeno, su Trantor.
Il potere di Joranum e dei suoi seguaci cresce, tanto da riuscire a occupare alcuni posti istituzionali nel settore di Dahl. Hari fa tornare suo figlio a Dahl per parlare con Joranum. L'obiettivo è convincere Joranum che Eto Demerzel sia un robot (come in effetti è). Essendo di Micogeno, dove l'idea che i robot esistano è data per certa, gli crede facilmente, e fa partire una campagna di informazione per farlo sapere a tutto Trantor. All'inizio sembra avere successo, ma con l'aiuto di Seldon, Dermerzel riesce ad apparire completamente umano, facendo precipitare la popolarità di Joranum, che verrà infine esiliato nel pianeta da cui dichiarava di provenire, Nishaya.
Dopo questi eventi Demerzel decide però di lasciare la carica di primo ministro, che Cleon assegna a Seldon stesso. Demerzel scompare e riapparirà solamente una volta, ai funerali di Hari Seldon.

### Parte Seconda: Cleon I
Hari Seldon è quindi diventato primo ministro di Cleon I, e vive con la sua famiglia nel settore imperiale. Dopo dieci anni (tanto è il tempo che passa fra la prima e la seconda parte), durante i quali la psicostoria si è sviluppata a sufficienza da poter fare alcune piccole, generiche previsioni (come il fatto che il declino è inevitabile, ma avrà luogo, nei primi tempi, o a Trantor o nei mondi esterni, non entrambe le cose), l'equilibrio è nuovamente minacciato dai Joranumiti. Pur avendo perso la loro vecchia guida (ossia Jo-Jo Joranum), il movimento è rimasto attivo, pur se agendo in modo segreto e diverso: cercano non solo di sfruttare il malcontento verso il primo ministro (ora Hari Seldon), ma anche di incrementarlo tramite tante piccole manomissioni ai macchinari che gestiscono il pianeta.
Hari sospetta i Joranumiti di questi incidenti, e decide di mandare suo figlio Raych a indagare nel settore di Wye, che sembra l'unico immune dagli incidenti e quindi probabile sede dei cospiratori. Raych, sotto falsa identità, riesce effettivamente a infiltrarsi nelle file del movimento, e a parlare con i capi: Gleb Andorin, appartenente alla famiglia dei sindaci di Wye, e Gambol Deen Namarti, ex secondo di Joranum, Quest'ultimo, però, che aveva già visto Raych, lo riconosce e decide di sfruttarlo per i propri scopi.
L'occasione per entrare in azione arriva con la nomina del nuovo Giardiniere Capo dei giardini imperiali, che sarà Mandell Gruber, per quanto questi vorrebbe restare un giardiniere semplice. È prevista infatti l'assunzione di nuovi giardinieri e vari Joranumiti, fra cui Raych e Andorin, vengono infiltrati fra i candidati, con l'intenzione di uccidere Seldon. A questo compito è destinato proprio Raych, a cui viene fatta assumere una droga, la Disperanza, per piegare la sua volontà. Il pericolo viene sventato all'ultimo secondo da un'agente dei servizi di sicurezza, Manella Dubanqua, infiltratasi a sua volta fra gli aspiranti giardinieri. Approfittando della confusione, Mandell Gruber, sconvolto dal nuovo incarico di Giardiniere Capo (che aveva cercato in tutti i modi di rifiutare), riesce ad uccidere l'Imperatore Cleon.

### Parte Terza: Dors Venabili
Dopo l'assassinio dell'imperatore Cleon I, il potere viene preso da una giunta militare e Hari Seldon si dimette dalla sua carica di Primo Ministro, tornando all'università di Streeling, dove lo studio della psicostoria continua spedito; in particolare, è stato creato uno strumento, il Primo Radiante, per semplificare il lavoro sulle equazioni psicostoriche. Suo figlio, Raych, si sposa con Manella Dubanqua, che l'aveva salvato durante il complotto dei Joranumiti. I due hanno una figlia, Wanda Seldon, e successivamente una seconda, Bellis.
All'inizio della terza parte, Hari Seldon è vicino ai suoi sessant'anni, ed i suoi amici e familiari stanno organizzando una festa di compleanno. All'incirca nello stesso periodo avvengono dei cambiamenti all'interno della giunta militare che governa l'impero e il nuovo capo, il generale Tennar, convoca Hari perché, come vari personaggi prima di lui, è interessato ad un uso pratico della psicostoria, i cui studi sono finanziati dal governo. Hari promette di mandare dei rapporti periodici, e dà alcuni consigli sulle tassazioni, volutamente sbagliati, che provocano, con la loro attuazione, la caduta della giunta.
Nel frattempo Dors Venabili continua a preoccuparsi della sicurezza di Hari, cercando di indagare su uno strano "sogno" (o forse una frase udita di sfuggita) di Wanda, che parla di una "morte alla limonata". Dors è convinta che si tratti di una frase relativa ad un complotto ordito dalla giunta ai danni di Hari, frase udita per caso da Wanda e da lei deformata in "limonata". Dopo varie indagini conclude che il colpevole sia un giovane matematico, Tamwile Elar, che vorrebbe uccidere Hari usando le emissioni elettromagnetiche di un congegno, l'elettro-chiarificatore, strumento pensato per essere usato insieme al primo radiante. Quando cerca di fermarlo, si scopre che quanto ha supposto sull'elettro-chiarificatore in parte è vero, perché con le sue radiazioni è sì pericoloso, ma non per gli esseri umani, bensì per i robot - come Dors, che infatti viene danneggiata e uccisa, non prima di aver a sua volta ucciso Elar.

### Parte Quarta: Wanda Seldon
Fra la terza e la quarta parte passa un decennio: Hari Seldon ha ora circa settant'anni. La psicostoria ha compiuto notevoli progressi; il declino dell'impero è evidente ed è ormai chiaro che sarà impossibile salvarlo, tutt'al più attutirne la caduta. Questa convinzione ha procurato ad Hari l'avversione di buona parte della popolazione e del governo, oltre al soprannome di corvo. I fondi per il progetto sono stati notevolmente ridotti e, di conseguenza, anche il relativo personale, tanto da metterne in pericolo la riuscita.
Sul piano personale, Hari si dovrà separare da quanto resta della sua famiglia: il figlio Raych parte per un pianeta esterno, Santanni, insieme alla moglie Manella ed alla figlia minore Bellis. Resta su Trantor solo Wanda. Dopo qualche tempo, in seguito ad una rivolta su Santanni, Raych rimarrà ucciso mentre Manella e Bellis risulteranno disperse nella fuga.
Unica nota positiva, la scoperta dei poteri mentali di Wanda, che risulta in grado di leggere nel pensiero e di influenzare le decisioni degli altri. Hari inizia a sperare in una Seconda Fondazione di mentalici, come li chiama, e si mette alla ricerca di altre persone con le stesse capacità. Dopo qualche tempo trova un altro mentalico di nome Stettin Palver. Grazie all'aiuto suo e di Wanda, Hari, riesce a ottenere una serie di decisioni positive, prima in un processo, poi dalla Biblioteca Imperiale e dall'imperatore stesso, che gli permetteranno di dare il via alla Prima Fondazione. Successivamente Wanda e Stettin inizieranno a radunare altri mentalici e scompariranno, isolandosi, dando vita alla Seconda Fondazione.

### Parte Quinta: Epilogo
La quinta parte è notevolmente più breve delle altre, solo poche pagine. Parla Hari Seldon in prima persona, a ottantuno anni, poco prima di morire, ricordando la da poco avvenuta creazione della Fondazione su Terminus, e le sue speranze per il futuro della galassia. Termina con un passo dell'Enciclopedia Galattica in cui si parla della morte di Hari e del suo funerale al quale presenzia Daneel Olivaw, nelle vesti di Eto Demerzel.

## Edizioni
- Isaac Asimov, Forward the Foundation, 1993.
- Isaac Asimov, Fondazione anno zero, traduzione di Gianni Montanari, collana Urania (collana) n° 1287, Arnoldo Mondadori Editore, 1996,  p. 453.